# 인천인혜학교
인천인혜학교(仁川仁惠學校)는 인천광역시 계양구 장기동에 있는 지적장애 학생들을 위한 공립 특수학교이다.

## 학교 연혁
- 1992년 3월 5일 : 개교

## 참고 자료
- 인천인혜학교 - 한국교육학술정보원 학교알리미